# لويس جيرار
لويس جيرار (بالفرنسية: Louis Gérard)‏ (و. 1733 – 1819 م) هو عالم نبات، من فرنسا، توفي عن عمر يناهز 86 عاماً.